# NP-повна задача

Діаграма Венна відношення між класами складності задач (у випадку вірності гіпотези P ≠ NP).

NP-повна задача (англ. NP-complete) — в теорії алгоритмів та теорії складності це задача, що належить до класу NP та всі задачі з класу NP можна звести до неї за поліноміальний час.

## Формальне визначення
Нехай {\displaystyle L} — мова (проблема) що належить до класу NP. Мова {\displaystyle L} називається NP-повною якщо виконуються такі умови:
1. {\displaystyle L} належить до NP.
2. Для довільної мови {\displaystyle L'} в NP існує зведення до {\displaystyle L} за поліноміальний час.[2]

Якщо довільний окремий випадок задачі {\displaystyle L_{1}} можна перетворити в деякий окремий випадок задачі {\displaystyle L_{2}} в такий спосіб, що розв'язок задачі {\displaystyle L_{1}} можна отримати за поліноміальний час від розв'язку задачі {\displaystyle L_{2}} то кажуть, що {\displaystyle L_{1}} зводиться до {\displaystyle L_{2}}.
Якщо P ≠ NP, то всі NP-повні проблеми знаходяться в множині NP — P, через це доведення NP-повноти задачі можна розглядати як додатковий аргумент на користь того, що проблема не належить до класу P і для неї не існує точного поліноміального алгоритму.

### NP-повнота в сильному сенсі
Задача називається NP-повною в сильному сенсі, якщо у неї існує підзадача, яка:
1. Не є задачею з числовими параметрами (тобто максимальне значення величин, що зустрічаються в цій задачі, обмежено зверху поліномом від довжини входу),
2. Належить до класу NP,
3. Є NP-повною.

Клас таких задач називається NPCS. Якщо  гіпотеза P ≠ NP справедлива, то для NPCS задач не існує псевдополіноміального алгоритму.

## Гіпотеза P ≠ NP
Рівність класів P і NP вже понад 30 років є відкритою проблемою. Наукове співтовариство схиляється до негативного вирішення цього питання — у цьому випадку за поліноміальний час вирішувати NP-повні задачі не вдасться.

## Приклади
- Задача комівояжера.
- Задача здійсненності бульових формул.